# Gypona concessa
Gypona concessa är en insektsart som beskrevs av Delong 1983. Gypona concessa ingår i släktet Gypona och familjen dvärgstritar. Inga underarter finns listade i Catalogue of Life.